# 155. п. н. е.

## Догађаји
- Почиње Нумантински рат.